# ニール・セダカ
ニール・セダカ（英: Neil Sedaka、1939年3月13日 - ）は、アメリカ合衆国の歌手、作曲家、シンガーソングライター。ニューヨーク州ブルックリン出身。娘は歌手のデラ・セダカ。1960年代前半に歌手兼作曲家として、1970年代にシンガーソングライターとしてそれぞれ黄金期を迎えた。日本やイギリスでも独自のヒット作を生むほどの人気を得た。

## 人物
ユダヤ系移民。1900年代初めにトルコのイズミルから祖父母がニューヨークに移住した。祖母はプロのクラシック・ピアニスト。父はタクシー運転手、母はポーランド・ロシア系ユダヤ移民。

## 略歴
幼少期からピアノを習い、同じアパートに住んでいた作詞家ハワード・グリーンフィールドと共同で曲を作り始めた。高校時代には友人たちとポップ・グループ、トーケンズを結成（ニール脱退後「ライオンは寝ている」がヒット）、その後はジュリアード音楽院で学ぶ。
在学中にブリル・ビルディングの作詞・作曲チームとして、グリーンフィールドとともに商業ポップスの作曲を始めた。
1958年、コニー・フランシス「間抜けなキューピッド」が成功を収め注目される。同年にRCAビクターとソロ歌手として契約を結び「恋の日記」、「おお!キャロル」、「カレンダー・ガール」、「すてきな16才」、「悲しき慕情」などを次々とチャート・インさせ、ポール・アンカらと並ぶ全米規模の人気歌手となった。「おお!キャロル」のB面として録音された「恋の片道切符」は、日本のみA面でシングル発売され大ヒットした。1960年4月には来日してミニライブを開催、未発表曲「二人の並木径（Walk with Me）」を佐川ミツオにデビュー曲として贈呈した。また、1966年には、シングル「ワールド・スルー・ア・ティアー～涙の小径～（The World Through A Tear）」がアメリカで発売され、このシングルをニール本人が日本語で歌ったバージョンが日本のみで発売される。
1966年にレコード会社を移籍後、ブリティッシュ・インヴェイジョンの影響を受けて長い低迷期を迎え、他のスターの前座や地方公演に参加する。
1971年、カーシュナー・レコードと契約してアルバム『エマージェンス』を発表。収録曲の「スーパーバード」が翌年日本でヒットする。同じく1972年にイギリスでRCAマキシ・ミリオン・シリーズから発売された3曲入りシングル「おお!キャロル/悲しき慕情/小さい悪魔」が19位を記録する。カーシュナー・レコードはのちにRCAから販売され結果的にはRCAと再契約したような形となった。
この時期、作詞家のフィル・コディとコンビを組んで曲作りを始める。1972年、イギリスでのちの10ccの協力を得てアルバム『ソリテアー』を発表、同じく10ccが参加した翌年のアルバム『ピース・アンド・ラヴ』（MGM）は全英アルバム・チャート13位を記録する。同アルバムを最後にグリーンフィールドとの長年のコンビを解消する。
1974年10月、エルトン・ジョンが設立したロケット・レコードと契約して発表した「雨に微笑を」が翌1975年に全米1位を記録して米国内で復活、続いてエルトンがコーラスに参加した「バッド・ブラッド」も1位、「悲しき慕情」のバラード・バージョンが8位を記録する。1976年、前年にキャプテン&テニールがカバーして大ヒットした「愛ある限り」がグラミー賞を受賞する。
1978年、娘のデラ・セダカが歌手デビュー。1980年、デラとのデュエット「面影は永遠に（Should've Never Let You Go）」（コディ作詞）が全米19位を記録する。（デラは1982年に日本で映画『1000年女王』主題歌「星空のエンジェル・クィーン」がヒット。作曲は喜多郎、プロデュースはデイヴィッド・フォスター）

1985年、 TVアニメ『機動戦士Ζガンダム』の前期オープニングテーマ「Ζ・刻をこえて」に「Better Days Are Coming」、エンディングテーマ「星空のBelieve」に「Bad And Beautiful」、後期オープニングテーマ「水の星へ愛をこめて」に未発表曲「For Us to Decide」のメロディーをそれぞれ提供する。
1999年、日本でコンサート・ツアーを行う。

## エピソード
ハリウッド・ウォーク・オブ・フェームとロング・アイランド音楽殿堂に名前が刻まれている。

## ニール・セダカに影響を受けた人物
- エルトン・ジョン[5]
- 前川清[6]
- 竹内まりや[7]
- ベン・フォールズ[8]
- 峠恵子[9]

## 日本公演
- 1960年

4月 渋谷青い城、4月9,10,23,24日 サンケイ・ホール、19日 千葉体育館、21日 札幌公民館、26日 川崎市民会館、29日 日大ホール
- 1972年

12月12日 新宿厚生年金会館、16日 名古屋、17日 大阪フェスティバル・ホール、18日 大阪厚生年金会館、21日 大分文化会館、24日 札幌厚生年金会館
- 1999年

10月2日,3日 Bunkamuraオーチャードホール、5日 仙台イズミティ21、7日 鈴鹿市民会館、9日 大阪厚生年金会館、10日 アクトシティ浜松、11日 香川県民ホール、14日 広島郵便貯金会館、16日 愛知県芸術劇場

## ジュークボックス・ミュージカル
- 「Breaking Up Is Hard to Do」2006年初演

## ディスコグラフィ

### スタジオ・アルバム
- Rock with Sedaka (1959年、RCA)
- Circulate (1961年、RCA)
- Neil Sedaka Sings Little Devil and His Other Hits (1961年、RCA)
- Three Great Guys (1963年、RCA) ※with ポール・アンカ and サム・クック
- Workin' on a Groovy Thing (1969年、フェスティバル・レコード) ※豪盤。英国盤タイトルは『Sounds of Sedaka』MCA
- 『エマージェンス』 - Emergence (1971年、RCA) ※原盤：カーシュナー
- 『ソリテアー』 - Solitaire (1972年、RCA) ※原盤：カーシュナー
- 『ピース・アンド・ラヴ』 - The Tra-La Days Are Over (1973年、MGM)
- Laughter in the Rain (1974年、米国盤 ロケット・レコード、英国盤 ポリドール・レコード)
- 『セダカズ・バック』 - Sedaka's Back (1974年、ロケット・レコード)
- 『バッド・ブラッド』 - Overnight Success (1975年、ポリドール・レコード)
- 『ハングリー・イヤーズ』 - The Hungry Years (1975年、ロケット・レコード)
- 『かなわぬ恋心』 - Steppin' Out (1976年、米国盤 ロケット・レコード、英国盤 ポリドール・レコード)
- 『恋のアマリロ』 - A Song (1977年、米国盤 エレクトラ・レコード、英国盤 ポリドール・レコード) ※ジョージ・マーティン・プロデュース
- 『愛は華麗に』 - All You Need Is the Music (1978年、米国盤 エレクトラ・レコード、英国盤 ポリドール・レコード)
- 『面影は永遠に』 - In the Pocket (1980年、米国盤 エレクトラ・レコード、英国盤 ポリドール・レコード)
- Neil Sedaka: Now (1981年、米国盤 エレクトラ・レコード、英国盤 ポリドール・レコード)
- Come See About Me (1984年、米国盤 カーブ・レコード、英国盤 MCAレコード)
- The Good Times (1986年、米国盤 カーブ・レコード、英国盤 Precision Record)
- Classically Sedaka (1995年)
- Tales of Love (and Other Passions) (1998年)
- Brighton Beach Memories — Neil Sedaka Sings Yiddish (2003年)
- The Miracle of Christmas (2005年)
- Waking Up Is Hard to Do (2009年)
- The Music of My Life (2009年)
- The Real Neil (2012年)
- I Do It for Applause (2016年)

### ライブ・アルバム
- 『ニール・セダカ・ライヴ』 - Live at the Royal Festival Hall (1974年、ポリドール・レコード)
- 『ニール・セダカ・オン・ステージ』 - On Stage (1974年、ポリドール・レコード、RCA)
- Neil Sedaka and songs; solo concert (1977年、ポリドール・レコード)

### 主なシングル
- 「恋の日記」 - "The Diary" (1959年) ※全米チャート第14位
- 「間抜けなキューピッド」 - "Stupid Cupid" (1959年) ※全米チャート第17位
- 「おお! キャロル」 - "Oh! Carol" (1959年) ※全米チャート第9位
- 「星へのきざはし」 - "Stairway to Heaven" (1960年) ※全米チャート第9位
- 「きみこそすべて」 - "You Mean Everything to Me" (1960年) ※全米チャート第10位
- 「カレンダー・ガール」 - "Calendar Girl" (1960年) ※全米チャート第4位
- 「恋の片道切符」 - "One Way Ticket" (1960年) ※日本でのみ大ヒット。作詞・作曲はハンク・ハンター、ジャック・ケラー。平尾昌晃らが日本語カヴァーしてヒット
- 「すてきな16才」 - "Happy Birthday Sweet Sixteen" (1961年) ※全米チャート第6位
- 「小さい悪魔」 - "Little Devil" (1961年) ※全米チャート第11位、 キャンディーズの「やさしい悪魔」はこの曲のパロディ[要出典]
- 「悲しきクラウン」 - "King of Clowns" (1962年) ※全米チャート第45位。日本ではヒット。
- 「悲しき慕情」 - "Breaking Up Is Hard to Do" (1962年) ※全米チャート第1位、グラミー賞ロックンロール部門ノミネート
- 「かわいいあの娘」 - "Next Door to an Angel" (1962年) ※全米チャート第5位。出だしのスキャットが1968年のザ・ダーツ「ケメ子の歌」で引用されている。
- 「ワールド・スルー・ア・ティアー～涙の小径～」 - "The World Through A Tear" (1965年) ※全米チャート76位、ニール本人が日本語で歌ったバージョンは日本のみで発売された。作詞・作曲はピーター・アレン。[3]
- 「スーパーバード」 - "Superbird" (1972年) ※日本のみでヒット[12]
- 「雨に微笑を」 - "Laughter in the Rain" (1974年) ※全米チャート第1位、外来の音楽がもてはやされ、自分が売れなくなった時のことを歌ったもの。レイ・コニフ・シンガーズがカバーしている
- 「バッド・ブラッド」 - "Bad Blood" (1975年) ※全米チャート第1位、歌にエルトン・ジョンが参加
- 「悲しき慕情」 - "Breaking Up is Hard to Do" (1976年) ※編曲を変更して全米ACチャート第1位
- "Love in the Shadows" (1976年) ※全米チャート第16位
- 「恋のアマリロ」 - "Amarillo" (1977年) ※セダカ本人もレコード発表、全米チャート第44位
- "Should've Never Let You Go" (1980年) ※全米チャート第19位、娘デラとのデュエット

### 楽曲提供
- コニー・フランシス : 「間抜けなキューピッド」 - "Stupid Cupid" (1958年) ※ビルボード全米チャート9位
- ラヴァーン・ベイカー : "I waited too long" (1959年) ※全米チャート33位
- クライド・マクファター : "Since you've been gone" (1959年) ※全米チャート38位
- ジミー・クラントン : 「アナザー・スリープレス・ナイト」 - "Another Sleepless Night" (1960年) ※全米チャート22位
- コニー・フランシス : 「ボーイ・ハント」 - "Where the Boys Are" (1961年) ※全米チャート4位
- フィフス・ディメンション : 「愛の星座」 - "Workin' on a groovy thing" (1969年) ※全米チャート20位
- フィフス・ディメンション : 「パペット・マン」 - "Puppet man" (1970年) ※全米チャート24位
- トム・ジョーンズ : 「パペット・マン」 - "Puppet man" (1971年) ※全米チャート2位
- トニー・クリスティ : 「恋のアマリロ」 - "Amarillo" (1971年) ※全英チャート19位、2005年にコメディ番組の主題歌に取り上げられ、再発売版が全英1位獲得
- デイビー・ジョーンズ : 「レイニー・ジェーン」 - "Rainy Jane" (1971年) ※全米チャート52位
- アンディ・ウィリアムス : 「ソリティア」 - "Solitaire" (1973年) ※全英チャート4位
- カーペンターズ : 「ソリティア」 - "Solitaire" (1975年) ※全米チャート17位
- キャプテン＆テニール：「愛ある限り」-"Love Will Keep Us Together" (1975年) ※全米チャート1位　1975年全米年間チャート１位
- アンディ・ウィリアムス : 「アザー・サイド・オブ・ミー」 - "Other side of me" (1976年) ※全英チャート42位
- 森口博子 : 「水の星へ愛をこめて」 (1985年) ※TVアニメ『機動戦士Ζガンダム』後期OP主題歌。2018年にNHKが実施した「全ガンダム大投票」のガンダムソング部門で1位を獲得した[13]。

### 日本語カバー
- 平尾昌章 : 「恋の片道切符」 ※同名タイトルの邦画の主題歌(1960年) - "One Way Ticket"
- 鮎川麻弥 : 「Ζ・刻をこえて」 ※TVアニメ『機動戦士Ζガンダム』前期OP主題歌(1985年) - "BETTER DAYS ARE COMING"
- 鮎川麻弥 : 「星空のBelieve」 ※TVアニメ『機動戦士Ζガンダム』ED主題歌(1985年) - "BAD AND BEAUTIFUL"